# Zale lunifera
Zale lunifera är en fjärilsart som beskrevs av Achille Guenée. Zale lunifera ingår i släktet Zale och familjen nattflyn. Inga underarter finns listade i Catalogue of Life.

## Bildgalleri

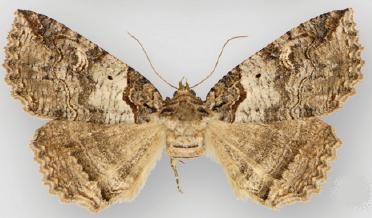
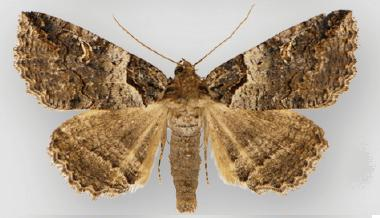
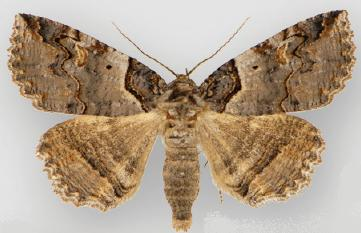
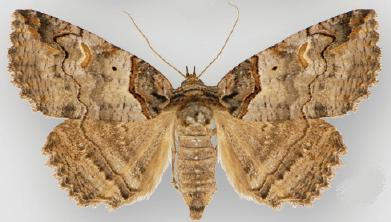